# 武田雄爾
武田 雄爾（たけだ ゆうじ、1961年1月3日 - ）は、日本のボブスレー選手。以前は夜久雄爾（やく ゆうじ）を名乗っていた。オリンピックに2大会連続出場した名選手。のちに全日本監督に就任した。群馬県藤岡市出身。

## 経歴
- 仙台大学に進学し、ボブスレーをはじめる。
- 1984年サラエボオリンピックに出場。男子2人乗りに岡地洋と組んで出場し20位。男子4人乗りには岡地洋・船山雄次・菅原聡と組んで出場し、24位。夜久は、2人乗りでブレーカー・4人乗りでセカンドを務めた
- 1988年カルガリーオリンピックに出場。男子2人乗りパイロットとして出場（ブレーカーは脇田寿雄）し20位。4人乗りでは堺孝夫・脇田寿雄・竹脇直巳と組んで出場し、18位。夜久はサード。
- 1998年長野オリンピックでボブスレー監督を務める[1]。
- 2002年ソルトレークシティオリンピックで日本選手団でボブスレー監督を務める[2]。